# Liwā' al Batrā'
Liwā' al Batrā' (arabiska: لواء البتراء) är ett departement i Jordanien.   Det ligger i guvernementet Ma'an, i den centrala delen av landet, 190 km söder om huvudstaden Amman.